# Baron Gonella
Pour les articles homonymes, voir Gonella.
'Baron Gonella' est un cultivar de rosier obtenu en 1859 en France par Jean-Baptiste Guillot père. Il s'agit d'un rosier Bourbon créé à partir d'un semis de 'Louise Odier'. 

## Description
Le buisson au port érigé bien ramifié mesure 1,20 m à 1,50 m. Ses branches sont presque inermes. Les grandes fleurs de 'Baron Gonella', de 26 à 40 pétales et de 12 cm de diamètre, sont en forme de grosses coupes pleines et globulaires. Elles sont peu parfumées. Leur couleur est d'un remarquable rose-lilas avec le revers des pétales aux reflets argentés. Ce rosier ancien est faiblement remontant, mais sa première floraison fin mai début juin est exubérante, et elle dure tout l'été.
La zone de rusticité de 'Baron Gonella' est 5b. Il s'agit donc d'un rosier vigoureux, résistant aux hivers froids.